# USS Rasher (SS-269)
L'USS Rasher (SS/SSR/AGSS/IXSS-269) est un sous-marin de classe Gato construit pour l'United States Navy pendant la Seconde Guerre mondiale.
Construit au chantier naval de la Manitowoc Shipbuilding Company (en) à Manitowoc, sa quille est posée le 4 mai 1942, il est lancé le 20 décembre 1942, parrainé par Mme G. C. Weaver et mis en service le 8 juin 1943, sous le commandement du Commander Edward Shilington Hutchinson.

## Historique
L'USS Rasher effectua huit patrouilles de guerre pendant la Seconde Guerre mondiale. Au cours des cinq premières patrouilles, le Rasher fut le sous-marin américain ayant coulé le plus de tonnage ennemis au cours de cette période, à l'exception de l'USS Flasher. Le Rasher fut crédité du naufrage dix-sept navires pour un total de 100 971 tonneaux et endommagea également un navire ennemi de 7 184 tonneaux.
Pour sa carrière, il reçut sept Battle star, quatre Navy Cross, douze Silver Star, seize Bronze Star, une Legion of Merit, une Navy and Marine Corps Medal, six Commendation Medal et une Presidential Unit Citation.
En 1951, il fut d'abord converti en sous-marin radar (SSR) puis en sous-marin auxiliaire (AGSS) en 1961, servant avec la flotte du Pacifique basé depuis San Diego, gagnant deux autres Battle star lors de la guerre du Vietnam, avant d'être rayé du Naval Vessel Register le 20 décembre 1971.

## Commandement pendant la Seconde Guerre mondiale
- Commander Edward Shilington Hutchinson du 8 juin 1943 au 9 décembre 1943.
- T/ Lieutenant commander Willard Ross Laughon du 9 décembre 1943 au 17 juillet 1944.
- T/ Commander Henry Glass Munson du 17 juillet 1944 au 3 septembre 1944.
- Lieutenant commander Benjamin Ernest Adams, Jr. du 20 décembre 1944 au 1er avril 1945.
- Lieutenant commander Charles Derrick Nace du 1er avril 1945 au 19 août 1945.

## Navires coulés
| Date            | Nom               | Nationalité | Tonnage | Fait      | Localisation          |
| --------------- | ----------------- | ----------- | ------- | --------- | --------------------- |
| 9 octobre 1943  | Kogane Maru       | Japon       | 3 131   | Coulé     | 3° 30′ S, 127° 45′ E  |
| 13 octobre 1943 | Kenkoku Maru      | Japon       | 3 377   | Coulé     | 3° 47′ S, 127° 41′ E  |
| 8 novembre 1943 | Tango Maru        | Japon       | 2 046   | Coulé     | 0° 25′ N, 119° 41′ E  |
| 5 janvier 1944  | Kiyo Maru         | Japon       | 7 251   | Coulé     | 5° 46′ N, 108° 36′ E  |
| 25 février 1944 | Ryusei Maru       | Japon       | 4 805   | Coulé     | 7° 55′ N, 115° 15′ E  |
| 25 février 1944 | Tango Maru        | Japon       | 6 200   | Coulé     | 7° 41′ S, 115° 10′ E  |
| 3 mars 1944     | Nittai Maru       | Japon       | 6 484   | Coulé     | 3° 18′ N, 123° 56′ E  |
| 27 mars 1944    | Nichinan Maru     | Japon       | 2 732   | Coulé     | 7° 27′ N, 115° 55′ E  |
| 11 mai 1944     | Choi Maru         | Japon       | 1 074   | Coulé     | 3° 30′ S, 126° 06′ E  |
| 30 mai 1944     | Anshu Maru        | Japon       | 2 601   | Coulé     | 3° 40′ N, 126° 58′ E  |
| 8 juin 1944     | Shioya            | Japon       | 7 950   | Coulé     | 3° 15′ N, 124° 03′ E  |
| 14 juin 1944    | Koan Maru         | Japon       | 3 183   | Coulé     | 4° 33′ N, 122° 23′ E  |
| 6 août 1944     | Shiroganesan Maru | Japon       | 4 379   | Coulé     | 14° 10′ N, 117° 12′ E |
| 18 août 1944    | Taiyō             | Japon       | 17 830  | Coulé     | 18° 10′ N, 120° 22′ E |
| 18 août 1944    | Teia Maru         | Japon       | 17 537  | Coulé     | 18° 16′ N, 120° 21′ E |
| 18 août 1944    | Eishin Maru       | Japon       | 542     | Coulé     | 18° 16′ N, 120° 21′ E |
| 18 août 1944    | Teiyo Maru        | Japon       | 9 849   | Coulé     | 18° 09′ N, 120° 13′ E |
| 18 août 1944    | Noshiro Maru (en) | Japon       | 7 184   | Endommagé | 18° 09′ N, 119° 56′ E |